# Bolton (Grand Manchester)
Pour les articles homonymes, voir Bolton.
Bolton est une ville britannique située dans le comté urbain du Grand Manchester en Angleterre. Sa population est estimée à 140 000 habitants (Borough : 264 000 habitants). Cet ancien bastion industriel du textile est aujourd'hui la plus importante ville d'Angleterre ne possédant pas le statut de « cité ».

## Géographie
Voisine des marécages des Pennines Occidentales, Bolton se trouve à 15 km au nord-ouest de Manchester. Elle est cernée de plusieurs faubourgs et villages regroupés aujourd'hui au sein du Metropolitan Borough of Bolton, dont Bolton est naturellement le chef-lieu. La ville compte 139 403 habitants, et son agglomération 262 400 habitants.

## Histoire
Vieille cité manufacturière, Bolton était le centre de la production textile anglaise depuis l'immigration de tisserands flamands au XIVe siècle, qui y avaient rapporté leur savoir-faire du filage de la laine. Dépendant historiquement du comté de Lancashire, Bolton n'était à l'origine qu’un village isolé au milieu des marais, appelé Bolton le Moors. Au cours de la Première Révolution anglaise, cette ville était une tête de pont parlementariste au cœur d'un territoire profondément royaliste, ce qui lui valut d'être mise à sac par les 3 000 hommes du prince Rupert du Rhin en 1644 : lors de ce véritable massacre, 1 600 citadins trouvent la mort et 700 ont été faits prisonniers. 
L’urbanisation et la prospérité de cette ville s'expliquent donc par l’introduction de la manufacture du textile en Grande-Bretagne. Bolton est une ville champignon du XIXe siècle : elle atteint son apogée en 1929 avec 216 filatures et 26 teintureries, qui en faisaient alors l'un des premiers centres textile au monde ; mais  l'industrie textile britannique, déjà en déclin après 1918, a disparu de Bolton dans les années 1980.
En 1747, Mère Jane Wardley (en), avec son mari James, en rupture de quakerisme, à Bolton, fondent la Wardley Society, origine du mouvement des Shakers (Quakers dissidents, émigrés en Amérique en 1774).

## Loisirs et sports
La ville héberge le club de football Bolton Wanderers Football Club.

## Jumelages
La ville de Bolton est jumelée avec :
- Le Mans (France) depuis décembre 1973
- Paderborn (Allemagne) depuis juillet 1975

## Personnalités
- John Henry Robinson (1796-1871), graveur
- Thomas Cole, peintre
- Thomas Moran, peintre
- Danny Jones, chanteur
- Paul Mariner, footballeur
- Tom Parker (The Wanted), chanteur
- Jason Kenny, cycliste
- Garry Flitcroft, footballeur
- Wallace Ford, acteur